# Erika Taube
Erika Taube (geb. Vieweg; * 22. November 1933 in Nossen; † 3. Juli 2020 in Markkleeberg) war eine deutsche Ethnologin und Folkloristin, die mit ihrer Forschung zu den Tuwinern des mongolischen Altai bekannt geworden ist.

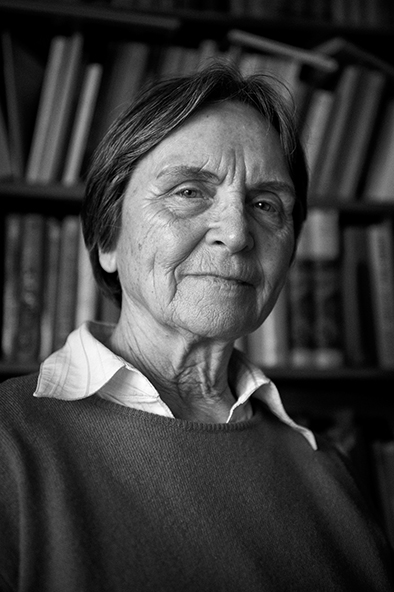
ErikaTaube, Ethnologin und Folkloristin, 2010

## Leben
Erika Taube studierte Sinologie, Tibetologie und Japanologie (1952–1957) an der Universität Leipzig und 1957/1958 in Peking. Danach war sie wissenschaftliche Assistentin, später wissenschaftliche Mitarbeiterin am Leipziger Ostasiatischen Institut. Nach dem Studium arbeitete sie sich in die Mongolistik und in die Folkloristik ein. 1964 folgte die Promotion mit einer Dissertation über mongolische Märchenstoffe. Seit 1966 forschte sie in der Mongolei, besonders bei den Tuwinern des mongolischen Altai. Ab 1992 war sie wissenschaftliche Mitarbeiterin am Institut für Indologie und Zentralasienwissenschaften (Lehre der mongolischen und tuwinischen Sprache und Kultur) der Universität Leipzig. 1996 wurde ihr der Friedrich-Weller-Preis verliehen. Erika Taube war mit dem Tibetologen und Mongolisten Manfred Taube verheiratet. Sie verstarb in Markkleeberg bei Leipzig am 3. Juli 2020. Bekannte Schüler von Erika Taube sind der Orientalist und Publizist Jakob Taube (Markkleeberg) und die Ethnologin und Schriftstellerin Anett C. Oelschlägel (Halle/Saale).

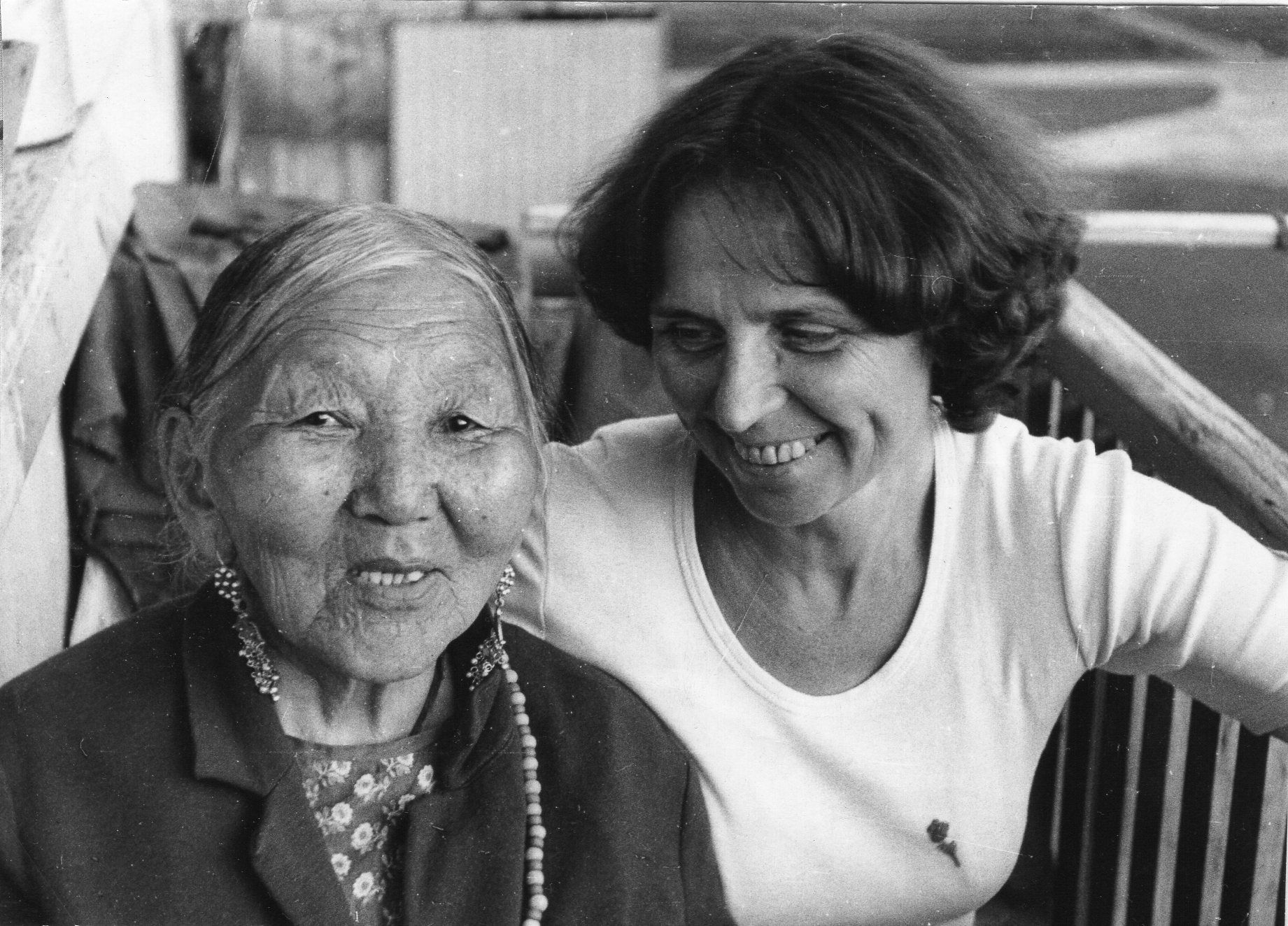
Erika Taube mit einer Altaituwinerin, 1982, Foto mit freundlicher Genehmigung von Familie Taube

## Werk
Erika Taube beschäftigte sich mit den vor ihren Studien nahezu unbekannten Tuwinern im mongolischen Altai. Seit den sechziger Jahren arbeitete sie sich in die Sprache, Geschichte und Kultur dieser schriftlosen Ethnie ein. Ihre Forschung konzentrierte sich besonders auf die mündliche Tradition der Tuwiner. Neben den kleinen Formen der tuwinischen Volksdichtung, wie Sprichwörter, Rätsel und Lieder, sammelte sie vor Ort Märchen, Epen und Sagen, die sie aufzeichnete, transkribierte, übersetzte und in mehreren Büchern veröffentlichte. Dazu kamen wissenschaftliche Untersuchungen zur Ethnographie und Folkloristik dieser Ethnie. Unterstützend wirkte in einigen ihrer Projekte an ihrer Seite der altaituwinische Schriftsteller Galsan Tschinag. Erika Taubes folkloristisches Material dient bis heute Turkologen und Folkloreforschern als reichhaltige Quelle für weitere Forschungen.

## Preise und Ehrungen
- Friedrich-Weller-Preis 1996[13]

## Herausgaben und Monographien (Auswahl)
- Folkloristischer und sachlicher Gehalt mongolischer Märchenstoffe. Leipzig 1965, unveröffentlichte Dissertation, OCLC 73993327.
- Das leopardenscheckige Pferd. Berlin 1977, Kinderbuchverlag, als Sammlerin, Übersetzerin und Herausgeberin.
- Tuwinische Volksmärchen. Berlin 1978, Akademie-Verlag, als Sammlerin, Übersetzerin und Herausgeberin.
- Tuwinische Lieder. Volksdichtung. Leipzig 1980, Gustav Kiepenheuer Verlag OCLC 310682311, als Sammlerin, Übersetzerin und Herausgeberin.
- Schamanen und Rhapsoden. Die geistige Kultur der alten Mongolei. Leipzig 1983, Koehler & Amelang, ISBN 3-85063-141-9, mit Manfred Taube.
- Skazki i predanija altajskich tuvincev [Märchen und Sagen der Altaituwiner]. Moskva 1994, Vostočnaja Literatura, als Sammlerin und Herausgeberin.
- Volksmärchen der Mongolen. München 2004, Biblion-Verlag, ISBN 3-923776-34-9, als Übersetzerin und Herausgeberin.
- Tuwinische Folkloretexte aus dem Altai (Cengel/Westmongolei): Kleine Formen. Wiesbaden 2008, Harrassowitz Verlag (Turcologica 71), als Sammlerin, Übersetzerin und Herausgeberin.

## Aufsätze zur Ethnographie (Auswahl)
- Einige mongolische Unterhaltungsspiele. In: Jahrbuch des Museums für Völkerkunde zu Leipzig. Akademie-Verlag, Berlin, Band 24 (1967), S. 56–65.
- Drei Wettspiele der Männer. Über die traditionellen mongolischen Sportarten. In: Das Altertum. 22, Akademie-Verlag, Berlin 1976, S. 99–106.
- Schamanen, Geisterbeschwörer und Gesundbeter. In: Walther Heissig, Claudius C. Müller (Hrsg.): Die Mongolen. Innsbruck: Pinguin-Verlag, und Frankfurt am Main.: Umschau-Verlag 1989, S. 216–218.

## Aufsätze zur Ethnographie der Tuwiner (Auswahl)
- Kinderwiegen im Cengel-sum (Westmongolei). In: Mitteilungen des Instituts für Orientforschung. Band XIII, Akademie-Verlag, Berlin  1967, S. 199–206.
- Mutter und Kind im Brauchtum der Tuwiner der Westmongolei. In: Jahrbuch des Museums für Völkerkunde zu Leipzig. Akademie-Verlag, Berlin, Band 27, 1970, S. 75–89.
- Die Widerspiegelung religiöser Vorstellungen im Alltagsbrauchtum der Tuwiner der Westmongolei. In: Traditions religieuses et para-religieuses des peuples altaïques. Strasbourg 1972 [= Bibliothèque des Centres d‘Études Supérieures Spécialisés], S. 119–138.
- Das Kastrierfest bei den Tuwinern des Cengel-sum. In: Asien in Vergangenheit und Gegenwart. Akademie-Verlag, Berlin 1974 [= Studien über Asien, Afrika, Lateinamerika. Akademie-Verlag, Berlin, 16], S. 443–457.
- Zur Jagd bei den Tuwinern des Cengel-sum in der Westmongolei. In: Jahrbuch des Museums für Völkerkunde zu Leipzig. Akademie-Verlag, Berlin, Band 31, 1977, S. 37–50.
- Notizen zum Schamanismus bei den Tuwinern des Cengel-sum (Westmongolei). In: Jahrbuch des Museums für Völkerkunde zu Leipzig. Akademie-Verlag, Berlin, Band 33, 1981, S. 43–69.
- Anfänge der Seßhaftwerdung bei den Tuwinern im Westen der MVR. In: Die Nomaden in Geschichte und Gegenwart. Beiträge zu einem internationalen Nomadismus-Symposium am 11. und 12. Dezember 1975 im Museum für Völkerkunde Leipzig. Akademie-Verlag, Berlin  1981 [= Veröffentlichungen des Museums für Völkerkunde zu Leipzig. Berlin: Akademie Verlag, Heft 33], S. 97–108.
- Die Tuwiner im Altai (MVR) . In: Kleine Beiträge des Museums für Völkerkunde Dresden. Dresden, 4 (1981), S. 34–40.
- Die tuwinischen Personennamen unter historisch-ethnographischem Aspekt. In: Eichler, Ernst, und Hans Walther, Inge Bily (Hrsg.): Beiträge zur Onomastik 2, Vorträge der Teilnehmer aus der DDR auf dem XV. Internationalen Kongreß für Namensforschung Karl-Marx-Universität Leipzig, 13.–17. August 1984. Berlin: Akademie der Wissenschaften der DDR. Zentralinstitut für Sprachwissenschaft 1985 [= Linguistische Studien, Reihe A (Arbeitsberichte) 129/II], S. 375–383.
- Zur traditionellen Kleidung der Tuwiner des Cengel-Sum. In: Jahrbuch des Museums für Völkerkunde zu Leipzig. Akademie-Verlag, Berlin, Band 37 (1987), S. 99–127.
- Schamanen, Geisterbeschwörer und Gesundbeter. In: Heissig, Walther, und Claudius C. Müller (Hrsg.): Die Mongolen. Innsbruck: Pinguin-Verlag, und Frankfurt am Main.: Umschau-Verlag 1989, S. 216–218.
- Bezeichnungswirrwarr um ein kleines Turkvolk. In: Röhrborn, Klaus, und Wolfgang Veenker (Hrsg.): Memoriae munusculum. Gedenkband für Annemarie von Gabain. Wiesbaden: Harrassowitz in Komm. 1994 [= Veröffentlichungen der Societas Uralo-Altaica. Wiesbaden: Harrassowitz, Band 39], S. 131–138.
- Zur aktuellen Situation der Tuwiner im westmongolischen Altai. In: Corff, Oliver (Hrsg.): Infosystem Mongolei. An Internet-Based Journal on Mongolian Affairs. Berlin: Corff 1994 (24. S.).
- Zur gegenwärtigen Situation der Tuwiner im westmongolischen Altai. In: Berta, Árpád, und Bernt Brendemoen, Claus Schönig [ed.]: Symbolae Turcologicae. Studies in Honour of Lars Johanson on his Sixtieth Birthday 8 March 1996. Stockholm 1996 [= Swedish Research Institute in Istanbul, Transactions, Vol. 6], S. 213–225.
- Sterben und Tod bei den Tuwinern im Altai. In: Emmerick, Ronald E., und Werner Sundermann, Ingrid Warnke, Peter Zieme (Hrsg.): Turfan. Khotan und Dunhuang. Vorträge der Tagung „Annemarie v. Gabain und die Turfanforschung“, veranstaltet von der Berlin-Brandenburgischen Akademie der Wissenschaften in Berlin (9.–12. Dezember 1994). Berlin: Akademie Verlag 1996 [= Berichte und Abhandlungen. Hrsg. von der Berlin-Brandenburgischen Akademie der Wissenschaften. Sonderband 1], S. 317–325.
- Der Tod, das Individuum und die Gemeinschaft (Das altaituwinische Beispiel) . In: Assmann, Jan, und Rolf Trauzettel (Hrsg.): Tod. Jenseits und Identität. Perspektiven einer kulturwissenschaftlichen Thanatologie. Freiburg-München: Karl Alber 2002 (Veröffentlichungen des „Instituts für historische Anthropologie e. V.“, Band 7), S. 110–125.
- Die Tuwiner von Cengel und die Natur – im Alltag und in ihrer Dichtung. (Vortrag auf der 49. PIAC, Berlin 2006; eingereicht am 8. Dezember 2006). In: Kellner-Heinkele, Barbara, und Elena V. Boykova, Brigitte Heuer (Hrsg.): Man and nature in the Altaic world. Proceedings of the 49th Permanent International Altaistic Conference, Berlin, July 30 – August 4, 2006. Berlin: Schwarz 2012. (Studien zur Sprache, Kultur und Geschichte der Türkvölker, Band 12). – XI, m. Ill. ISBN 978-3-87997-408-5.

## Aufsätze zur Folkloreforschung (Auswahl)
- Drei tuwinische Varianten zur Sage von der Herkunft der Murmeltiere. In: Studia Asiae. Festschrift Johannes Schubert. Part I. Halle/Saale: Buddhist Centre 1969 [= Supplement to „Buddhist Yearly 1968“], S. 263–275.
- Über das Sammeln von Volksdichtung unter den Tuwinern des Cengel-sum im Bajan-Ölgij-Aimak der MVR. In: Abhandlungen und Berichte des Staatlichen Museums für Völkerkunde  Dresden. Akademie-Verlag, Berlin, Band 37 [= In memoriam Gerhard Kahlo] (1979), S. 201–222.
- Gemeinsamkeiten zentralasiatischer Nomadenlieder. In: Acta Orientalia Hungarica (Budapest: Akadémiai Kiadó). Tom. 34 (1980), S. 287–296.
- Zur Bedeutung der mongolischen Volksdichtung für die Entstehung und Entwicklung der modernen mongolischen Literatur. In: Gruner, Fritz (Hrsg.): Literaturen Asiens und Afrikas. Theoretische Probleme. Akademie-Verlag. Berlin  1981 [= Studien über Asien, Afrika, Lateinamerika. Akademie-Verlag, Berlin, 26], S. 287–295.
- Aspects and Results of Investigating Tuvinian Folklore. In: Günter Barthel und Lothar Rathmann (Hrsg.): The Arab World and Asia in Development and Change. Dedicated to the XXXIst International Congress of Human Sciences in Asia and North Africa. Akademie-Verlag. Berlin  1983 [= Studien über Asien, Afrika, Lateinamerika. Akademie-Verlag, Berlin, 37], S. 267–277.
- Einige Aspekte der Untersuchung tuwinischer Volksmärchen. In: Beiträge zur Zentralasienforschung. (Zum 100. Geburtstag von Sadriddin Aini). Berlin: Humboldt-Universität. Sektion Asienwissenschaften 1983 [= Berichte 2O/1983 (der Humboldt-Universität zu Berlin, Sektion Asienwissenschaften)], S. 90–99.
- Zur Vergangenheit der Tuwiner des Cengel-sum nach ihrer mündlichen Überlieferung. In: Burchard Brentjes und Hans-Joachim Peuke (Hrsg.): Kulturhistorische Probleme Südasiens und Zentralasiens. Halle/Saale: Martin-Luther-Universität 1984 [= Kongreß- und Tagungsberichte der Martin-Luther-Universität Halle-Wittenberg = Wissenschaftliche Beiträge (der) Martin-Luther-Universität Halle-Wittenberg 25/1984], S. 143–156.
- South Siberian and Central Asian Hero Tales and Shamanistic Rituals. In: Hoppál, Mihály (Hrsg.): Shamanism in Eurasia. Part 2, Göttingen: edition herodot 1984 [= Forum 5], S. 344–352.
- Von den Rätseln der Tuwiner im Altai. In: Mitteilungen  aus dem Museum für Völkerkunde Leipzig. Leipzig, 52 (1988), S. 56–60.
- Naturschutzmärchen in Zentralasien. In: Mitteilungen  aus dem Museum für Völkerkunde Leipzig. Leipzig, 53 (1989), S. 51–54.
- ālajanīj – ālanīj – ā. Die Einleitungsformel eines altaituwinischen Erzählers als ethnographische Quelle. In: Varia Eurasiatica. Festschrift für Professor András Róna-Tas. Szeged [Department of Altaic Studies] 1991, S. 183–193.
- Der tōl-Begriff und die epische Dichtung der Tuwiner im Altai. In: Heissig, Walther (Hrsg.): Fragen der mongolischen Heldendichtung. Teil V. Vorträge des 6. Epensymposiums des Sonderforschungsbereichs 12, Bonn 1988. Wiesbaden 1992 [= Asiatische Forschungen. Wiesbaden: Harrassowitz Band 120], S. 214–230.
- Zur ursprünglich magischen Funktion von Volksdichtung. In: Ural-Altaische Jahrbücher NF Band 11, Wiesbaden 1992, S. 112–124.
- mit Jakob Taube: Märchen im Dienste von Macht. In: Kellner-Heinkele, Barbara (Hrsg.): Altaica Berolinensia. The Concept of Sovereignty in the Altaic World. Permanent International Altaistic Conference. 34th Meeting, Berlin 21–26 July, 1991. Wiesbaden: Harrassowitz 1993 [= Asiatische Forschungen. Wiesbaden: Harrassowitz, Band 126], S. 259–264.
- Zum Stand der Erforschung tuwinischer Volksmärchen. In: Wunsch, Cornelia (Hrsg.): 25. Deutscher Orientalistentag. Vorträge, München 8.–13.4.1991. Stuttgart: Franz Steiner 1994 [= Zeitschrift der Deutschen Morgenländischen Gesellschaft, Supplementband 10], S. 215–227.
- Formen und Funktionen mündlicher Traditionen bei den Tuwinern im Altai. In: Heissig, Walther (Hrsg.): Formen und Funktion mündlicher Tradition. Vorträge eines Akademiesymposiums in Bonn. Juli 1993. Opladen: Westdeutscher Verlag 1995 [= Abhandlungen der Nordrhein-Westfälischen Akademie der Wissenschaften, Band 95], S. 145–155.
- Die Musik in den Märchen zentralasiatischer Völker. In: Heindrichs, Ursula, und Heinz-Albert Heindrichs (Hrsg.): Das Märchen und die Künste. Wolfsegg: Erich Röth 1996 [= Veröffentlichungen der Europäischen Märchengesellschaft Band 21], S. 103–120.
- Warum sich der Erzähler nicht lange bitten lassen darf und warum ein Erzähler manchmal dennoch nicht erzählt. Aspekte des Märchens und des Märchenerzählens bei Völkern Zentralasiens. In: Märchenspiegel. Zeitschrift für internationale Märchenforschung und Märchenpflege. Hohengehren: Schneider Verlag, 7. Jg. Nr. 4, 1996, S. 55–59.
- Warum erzählen Erzähler manchmal nicht? Vom Erzählen und seiner Beziehung zum Numinosen. In: Berta, Árpád (Hrsg.): Historical and Linguistic Interaction between Inner-Asia and Europe. Proceedings of the 39. Permanent International Altaistic Conference, Szeged, Hungary: June 16–21, 1996. Szeged: Department of Altaic Studies (University of Szeged) 1997 [= Studia Uralo-Altaica 39], S. 351–363.
- Von den Märchen der Mongolen. In: Mongolische Notizen. Mitteilungen  der Deutsch-Mongolischen Gesellschaft. Königswinter, 1998/Nr. 7, 42–49.
- Zaubermärchen und Zauber im Märchen der Tuwiner. In: Heindrichs, Ursula und Heinz-Albert (Hrsg.): Zauber-Märchen. Forschungsberichte aus der Welt der Märchen. München: Eugen Diederichs 1998 [= Veröffentlichungen der Europäischen Märchengesellschaft, Band 23], 286–302.
- Die mongolischsprachigen Branntweinlieder in der Tradition der Tuwiner von Cengel. In: Annäherung an das Fremde. XXVI. Deutscher Orientalistentag vom 25. bis 29. 9. 1995 in Leipzig. Im Auftrag der DMG hrsg. von H. Preissler und H. Stein. Stuttgart: Franz Steiner 1998 [= ZDMG-Suppl. 11], 469–480.
- Zum Quellenwert mündlicher Überlieferungen schriftloser Völker Zentralasiens. In: Zentralasiatische Studien des Seminars für Sprach- und Kulturwissenschaft Zentralasiens der Universität Bonn, Band 29, Wiesbaden: Harrassowitz 1999, S. 143–153.
- Altentötung in den Märchen zentralasiatischer Völker. In: HEINDRICHS, URSULA und HEINZ-ALBERT (Hrsg.): Alter und Weisheit im Märchen. Forschungsberichte aus der Welt der Märchen. München: Hugendubel 2000 (Diederichs), S. 224–239.
- Glaubensäußerungen zentralasiatischer Nomaden in ihren Märchen und Erzählungen. In: Märchenspiegel. Zeitschrift für internationale Märchenforschung und Märchenpflege. Hohengehren: Schneider Verlag, 15. Jg., Heft 4, 2004, S. 3–9.
- Die Verse in der erzählenden Volksdichtung der altaischen Tuwiner. In: H. Boeschoten, H. Stein (Hrsg.): Einheit und Vielfalt in der türkischen Welt. Materialien der 5. Deutschen Turkologenkonferenz, Universität Mainz, 4.–7. Oktober 2002. Wiesbaden: Harrassowitz 2007 (Turcologica Band 69), S. 298–309.
- Die Frau in der Volksdichtung der Tuwiner im Altai. In: Veit, Veronika (Hrsg.): The Role of Women in the Altaic World. Permanent International Altaistic Conference. 44th Meeting, Walberberg, 26–31 August 2001. Wiesbaden: Harrassowitz 2007 (Asiatische Forschungen Band 152), S. 279–292.
- In Jurten erzählt und doch nicht fremd. Märchen aus Zentralasien. In: Harlinda Lox, Wilhelm Solms, Heinz-Adalbert Heindrichs (Hrsg.): Begegnung mit dem Wunder in Märchen. Sagen und Legenden. Märchen als Brücke für Menschen und Kulturen. Forschungsbeiträge aus der Welt der Märchen. (Veröffentlichungen der Europäischen Märchengesellschaft Band 36). Krummwisch: Königsfurt-Urania Verlag 2011. – 336 S. ISBN 978-3-89875-993-9 (EMG Sonderausgabe), S. 131–148.